# ジュノン・スーパーボーイ・コンテスト
ジュノン・スーパーボーイ・コンテストは、主婦と生活社が発行している月刊雑誌『JUNON』が主催する国民的ボーイズコンテストである。「あなたの隣のすてきな男の子、推薦してください」をキャッチフレーズに、1988年に初めて開催された。2024年現在、コンテスト開催回数は37回まで至る。

## 解説
参加資格は、応募時12歳から22歳の芸能事務所等に所属していない男子。第1次審査「エントリー審査」→第2次審査「地方予選およびリモート選考」→第3次審査「人気投票」を経て、敗者復活者含むファイナリスト15名を決定し、最終選考会にてグランプリを含め各賞を決定する。最終選考会は、観客や過去の受賞者などの芸能人ゲスト、芸能プロダクションなどを迎え大々的に行われる。観客の中には審査の段階でファンになった女性たちもおり、黄色い歓声が聞こえる中で候補者たちは特技披露をし自己アピールをする。
賞は「グランプリ」・「準グランプリ」・「フォトジェニック（読者投票1位）」・「審査員特別賞」。受賞者のほとんどは芸能プロダクションと契約し俳優デビューする。近年、特にグランプリ受賞者には多くのプロダクションからオファーがあり、第19回グランプリの溝端淳平には40社から、第21回グランプリの市川知宏には36社からのオファーがあった。このコンテストのファイナリスト以上の俳優は「ジュノンボーイ」と呼ばれることがある。
これまでこのコンテストから多くの現在活躍している俳優が輩出されている。また2000年グランプリの伊﨑右典を始めとして、この年の受賞者などから4人グループFLAMEが結成され歌手デビューしている。現フジテレビアナウンサーの渡辺和洋も1996年に審査員特別賞を受賞している。また、出身者の多くが仮面ライダーシリーズやスーパー戦隊シリーズといった特撮ヒーロー番組に出演している。
2004年から2006年までアーティスト志望の「ロックボーイ」部門が設立されていた。参加資格は15歳から23歳（中学生不可）の芸能事務所、レコード会社に所属していない男性。審査員長はつんく♂。
第22回のコンテストから公式携帯サイトからの投票による敗者復活制度が導入され、第30回グランプリの綱啓永は史上初となる敗者復活からのグランプリ獲得となった。

## 各回結果
| 回別              | 応募数 | ゲスト審査員                                | グランプリ | 準グランプリ          | フォトジェニック | 審査員特別賞                 | 最終選考会出場 |
| ----------------- | ------ | ------------------------------------------- | ---------- | --------------------- | ---------------- | ---------------------------- | --- |
| 第1回 （1988年）  | 2,830  | 林真理子 長野智子 芳本美代子                | 永瀬ケイ   | 大野直人 釜瀬健二     |                  |                              | |
| 第2回 （1989年）  | 2,460  | 秋元康 松本伊代 杉本彩                      | 武田真治   | 板場真二              | 村越秀章         | 田中秀章 奥田康貴            | |
| 第3回 （1990年）  | 2,200  | 三宅恵介 杉本彩 田中律子                    | 葛山信吾   | 原田龍二              | 仲田健一         |                              | |
| 第4回 （1991年）  | 3,478  | RIKACO 松下由樹 武田真治                    | 袴田吉彦   | 蔵満誠                | 阿久津健太郎     | 嶋田明宏 松川雄一            | |
| 第5回 （1992年）  | 3,363  | 森口博子 高橋リナ エミール・シェラザード    | 西野敬三   | 土屋大輔              | 伊藤欣司         | 木元啓二 山下貴之            | |
| 第6回 （1993年）  | 3,592  | 高杢禎彦 森川由加里 小田茜                  | 柏原崇     | 伊藤英明              | 堀口正紀         | 加藤晴彦 伏石泰宏            | |
| 第7回 （1994年）  | 5,457  | 山瀬まみ 永作博美                           | 黒田大地   | 宇野智                | 中山正太郎       | 村上幸平                     | |
| 第8回 （1995年）  | 6,084  | マルシア 吉野公佳 袴田吉彥                  | 井澤健     | 大島信一              | 杉崎広哉         |                              | |
| 第9回 （1996年）  | 6,375  | 鈴木紗理奈 柏原崇 藤森夕子                  | 松尾政寿   | 松尾敏伸              | 野田一平         | 渡辺和洋 大熊範彦            | 井上陽平 |
| 第10回 （1997年） | 10,563 | 中山エミリ 酒井美紀 原千晶                  | 稲葉俊明   | 根本康大              | 稲葉俊明         | 原田健二                     | 小野健太郎 藤岡竜雄 （現・ディーン・フジオカ） |
| 第11回 （1998年） | 13,446 | 佐藤藍子 加藤晴彥                           | 金田直     | 櫻田龍太郎            | 姜暢雄           | 根田あつひろ                 | 永山たかし 松田悟志 |
| 第12回 （1999年） | 14,112 | オセロ あんじ                               | 武田光兵   | 伊阪達也              | 松木貴彦         | 藤沢大悟 西山宗佑 安田聡太郎 | 小谷嘉一 |
| 第13回 （2000年） | 14,537 | 伊藤英明 永作博美                           | 伊﨑右典   | 安居剣一郎            | 米光雄作         | 伊﨑央登 金子恭平 沖山直     | 葉山愛次 北村悠 平田竜也 |
| 第14回 （2001年） | 15,007 | 菊川怜 袴田吉彥                             | 小池徹平   | 小笠原大晃            | 大橋慶一郎       | 森本亮治 武田航平            | 半田健人 後藤剛志 鳥居孝行 |
| 第15回 （2002年） | 15,223 | 辺見えみり 葛山信吾                         | 平岡祐太   | 塩澤英真              | 石田卓也         | 木村了                       | 加藤和樹 佐藤佑介 早田剛 水谷百輔 |
| 第16回 （2003年） | 15,305 | 小池栄子 KABA.ちゃん 岡田惠和               | 谷和憲     | 松本寛也              | 渡部純           | 相葉弘樹 村上耕平            | 川岸銀次 三浦悠 |
| 第17回 （2004年） | 14,385 | 平山あや 室井佑月 那須博之 つんく♂          | 石黒英雄   | 海老澤健次            | 白鳥広樹         | 山崎将平 真山明大            | 八戸亮 中河内雅貴 |
| 第18回 （2005年） | 14,303 | サエコ 森三中 おちまさと つんく♂            | 中村蒼     | 山本裕典              | 山本裕典         | 池田絢亮 西野成人            | 菅野篤海 制野峻右 福田雄也 |
| 第19回 （2006年） | 13,940 | 岩佐真悠子 IKKO つんく♂                     | 溝端淳平   | 池田純                | 高橋優太         | 木戸邑弥 木ノ本嶺浩 久保翔   | 植田圭輔 小堀慎平 標永久 和田晃太郎 |
| 第20回 （2007年） | 15,084 | 佐藤江梨子 城咲仁 ハリセンボン              | 竹内寿     | 白石隼也              | 三浦翔平         | 宮崎翔太                     | 日和佑貴 村上一志 高橋龍輝 上鶴徹 川畑一志 佐藤拓也 大河原優太 丹羽博人                                                                                                  |
| 第21回 （2008年） | 15,338 | 植松晃士 木下優樹菜 椿姫彩菜                | 市川知宏   | 渡部秀                | 秋元龍太朗       | 和田徳晃 寺田拓哉            | 清水一希 川村聖斗 後藤崇太 荒井敦史 船曳健太 菅生大将 （現・菅田将暉） 井深克彦                                                                                          |
| 第22回 （2009年） | 15,491 | 小池徹平 木下優樹菜 イモトアヤコ            | 稲葉友     | 鈴木勝大              | 鈴木身来         | 大久保直樹 柾木玲弥          | 内海大輔 中山優貴 根岸拓哉 福井啓太 佐伯亮 武部隼人 村松晃輔 山本涼介 |
| 第23回 （2010年） | 15,132 | 沢村一樹 益若つばさ ミッツ・マングローブ    | 上遠野太洸 | 黒羽麻璃央            | 飯田のえる       | 山崎大輝 田之上賢志          | 戸塚純貴 河野聡太 池田直生 神永圭佑 瀬戸尚哉 三原大樹 北村健人 |
| 第24回 （2011年） | 13,226 | 西島隆弘 宇野実彩子 與真司郎 トリンドル玲奈 | 佐野岳     | 井阪郁巳              | 樋口裕太         | 塩野瑛久 井藤瞬              | 今田竜人 植田慎一郎 江口祐貴 重徳宏 新里宏太 三浦海里 |
| 第25回 （2012年） | 13,816 | 武田真治 小池徹平                           | 犬飼貴丈   | 上野凱                | 財木琢磨         | 横田龍儀                     | 高木亮佑 勧修寺玲旺 谷田大河 帯向文也 石井貴就 西尾宇宙 國澤竣哉 松本竜平                                                                                                |
| 第26回 （2013年） | 13,117 | 溝端淳平 宇野実彩子                         | 國島直希   | 西川俊介              | 阿部快征         | 山口葵                       | 萩尾圭志 安藤瑠一 岡﨑大和 蔵田尚樹 北川尚弥 齋藤健心 堀田聖也 岡本拓士                                                                                                  |
| 第27回 （2014年） | 13,520 | 板野友美 IVAN                               | 西銘駿     | 阿久津仁愛            | 千葉冴太         | 田川隼嗣                     | 勧修寺保都 新澤典将 菅沼凌 渡邉剣 谷水力 岐洲匠 石川愼太郎 |
| 第28回 （2015年） | 13,948 | 山本裕典 新川優愛 與真司郎                  | 飯島寛騎   | 岡宮来夢              | 阪本一樹         | 今川碧海 笠原崇志            | 大熊隆也 礒崎亮太 能井拓海 鳥潟和道 小原唯和 寺尾昌紘 吉田博哉 |
| 第29回 （2016年） | 14,210 | 溝端淳平 田中みな実                         | 押田岳     | 岡田龍太郎            | 鈴木一平         | 副島和樹                     | 青木弥彦 （現・青木悠介） 岡本有輝紳 加藤玲大 洲脇温揮 臺野響 福澤希空 藤井悠貴 松岡蒼                                                                                   |
| 第30回 （2017年） | 17,293 | ブルゾンちえみ 上遠野太洸 佐野岳            | 綱啓永     | 富樫慧士              | 奥野壮           | 佳山悠我                     | 伊藤真央 入江海斗 田中北斗 田渕冬也 徳永智加来 早坂柊人 藤田峻平 森川竜太郎 （現・一ノ瀬竜） 渡邊亮汰                                                                    |
| 第31回 （2018年） | 16,293 | 袴田吉彦 藤田ニコル                         | 松本大輝   | 田村飛呂人            | 坪根悠仁         | 川本光貴                     | 井手上漠 岩崎悠雅 尾形存恆 佐藤聡太 玉川賢吾 二宮来夢 野村流輝 百瀬拓実 藤林泰也                                                                                         |
| 第32回 （2019年） | 17,165 | みちょぱ 武田真治                           | 渡邉多緒   | 西野遼                | 高木裕也         | シナモン                     | 鈴木克哉 橋詰昌慧 井上頼弥 永井聖士 松田二羽士 藤田駿介 （現・小椋涼介） 金田昇 石橋和磨 及川勝成 浅野郁哉 羽田将大                                                      |
| 第33回 （2020年） | 17,158 | ゆきぽよ 溝端淳平                           | 前川佑     | 青山凌大              | 関隼汰           | 伊藤佑晟                     | 金井丈留 （現・湊丈瑠） 永山大智 佐藤一輝 菅原真生 山下幸輝 北村一貴 石原月斗 岡松聖那 岸本舜生 柳谷参助                                                                 |
| 第34回 （2021年） | 16,622 | 朝日奈央 原田龍二                           | 齋藤璃佑   | 西優行                | 大塚大雅         | 松谷太虹                     | 堀川太陽 山岡樹 今井暖大 大津悠人 吉井優太 村澤瑠依 小林輝隼 久野渚夏 森岡耕之助 塚木芭琉 西原大湖 （現・夏生大湖）                                                      |
| 第35回 （2022年） | 15,447 | IKKO 犬飼貴丈                               | 藤本洸大   | 吉田剛明              | 高野渉聖         | 宗像隼司                     | 下村未空 榮田惟一郎 中西瞬祐 西田一咲 和田桜我 福間悠生 野口輝 土肥晨光 小畑充輝 堤亮人 西原悠晟                                                                         |
| 第36回 （2023年） | 15,155 | ハシヤスメ・アツコ 武田真治                 | 石山順征   | 冨樫庵 （現・富樫庵） | 樫又龍ノ介       | 漆山拓実 藤井恋              | 西脇拓人 柴山大輝 吉村空我 遠藤一輝 須賀涼斗 富川立夢 深山青空 門田燦二 （現・門田さんじ） 安済桜右 下川床琉良 （現・朝比奈琉良）                                        |
| 第37回 （2024年） | 13,465 | 畑芽育 香取慎吾                             | 佐藤倖斗   | 藤井煌馬              | 谷原七音         | 旭惟吹                       | 大橋冬惟 （現・加瀬冬伊） 山口玄貴 宇野本愛生 耒代衡基 （現・稀代英樹） 飯田遥希 伊藤璃音 久野徠斗 佐藤颯梓 （現・神楽颯梓） 渡邊幸也 高井健人 間瀬理仁 （現・江藤陸人） |

※他の賞
1. ↑  「マイフェアボーイ」賞
2. 1 2 3 4  「理想の恋人」賞
3. 1 2  「プロアクティブ」賞
4. ↑  「近江兄弟社」賞
5. ↑  「阿修羅」賞
6. ↑  「バップ」賞
7. 1 2 3 4 5 6  「明色美顔ボーイ」賞
8. 1 2 3  「QBナビゲーター」賞
9. ↑  「黒騎士と白の魔王」賞
10. ↑  「サムライボーイ」賞
11. 1 2  「SHOWROOM」賞
12. 1 2 3  「DDセルフプロデュース」賞
13. ↑  「ミュゼボーイ」賞
14. 1 2  「hairsalon de Forever」賞
15. ↑  「みんなのハートを♡ドロボーボーイ」賞

### 「ロックボーイ」部門
| 回   | 年     | グランプリ | 審査員特別賞  |
| ---- | ------ | ---------- | ------------- |
| 17回 | 2004年 | 松井雄飛   | 仁田宏和      |
| 18回 | 2005年 | 久礼聡史   | 小林剛 向坪健 |
| 19回 | 2006年 | 松葉口雄司 | 岩本煌治      |

DA PUMP元メンバーのDaichi、Universeのharu、森翼がこのコンテストを受けていたことがある。

## ジュノン・スーパーボーイ・アナザーズ
2015年、音楽ユニット「ジュノン・スーパーボーイ・アナザーズ」が始動。2014年と2015年の同コンテストでベスト100に入ったが、ファイナリストに選ばれなかった24人がメンバーに選ばれた。
2015年の第28回コンテストの最終選考会でお披露目となった。その後第31回まで毎年、その年のベスト100から新メンバーが加わり、最終選考会でお披露目されている。

## ジュノン・スーパーライバー・コンテスト
“ライバー発、スター行。”をミッションに発足した、“芸能界で戦える”ライバー出身スターの発掘・育成を目的とした、新世代のボーイズオーディション。ライブ配信サービス『SHOWROOM』のイベント成績のみで、ファイナリスト、グランプリを決定するコンテスト。本コンテストのグランプリは、『ジュノン・スーパーボーイ・コンテスト』のファイナリストとなる。
本コンテストのファイナリスト10名は『ジュノン・スーパーボーイ・コンテスト』BEST30お披露目イベントに参加した。
第1回
第35回ジュノン・スーパーボーイ・コンテストでBEST1000からBEST150になれなかった候補者のみに参加資格が与えられた。
足切りポイント制のイベント｢地域ブロック予選1回戦｣の後、ランキング制のイベント｢地域ブロック予選2回戦｣｢地域ブロック決勝｣にてファイナリストを決定し、｢選手権決勝｣にてグランプリを決定した。
第2回
第36回ジュノン・スーパーボーイ・コンテストでBEST1000からBEST200になれなかった候補者と、ジュノン・スーパーボーイ・コンテストの応募資格を満たす男性フリーライバーに参加資格が与えられた。
足切りポイント制のイベント｢予選｣の後、ランキング制のイベント｢BEST30決定戦｣｢BEST15決定戦｣｢ファイナリスト決定戦｣と敗者復活戦を通してファイナリストを決定し、｢決勝｣にてグランプリを決定した。
各回結果
| 回             | 参加者数 | グランプリ | ファイナリスト (グランプリを除く)                                                    |
| -------------- | -------- | ---------- | ------------------------------------------------------------------------------------ |
| 第1回 (2022年) | 81       | 西田一咲   | 糟谷歩 馬越零生 西村咲慶 稲見郁也 川邊晃輝 宮本琉生 木下武大 櫻井悠 牧村陽人         |
| 第2回 (2023年) | 33       | 吉村空我   | 千葉大和 桒山世成 戸田幸希 竹内迅人 西村隆太朗 長島多稀 藤崎愁真 高橋義士郎 長谷川煌 |